# Горст (Лауенбург)
Горст (нім. Horst) — громада в Німеччині, розташована в землі Шлезвіг-Гольштейн. Входить до складу району Герцогство Лауенбург. Складова частина об'єднання громад Лауенбургіше-Зен.
Площа — 11,93 км2. Населення становить 230 ос. (станом на 31 грудня 2020).